# La rapina del secolo (film 1955)
La rapina del secolo (Six Bridges to Cross) è un film statunitense del 1955, diretto da Joseph Pevney, tratto da un romanzo di Joseph F. Dinnen e basato sulla "Great Brink's Robbery", una rapina avvenuta realmente al palazzo della Brink's di Boston nel gennaio del 1950.

## Trama
Il poliziotto Edward Gallagher, insieme alla moglie Ellen, prendono sotto la loro protezione un ragazzo, Jerry Florea, il quale è rimasto ferito a causa di una fucilata durante una rapina e ha trascorso ingiustamente tre anni di riformatorio a causa di una truffa commessa però da un suo compagno di scuola. Edward deve partire per la guerra e, quando rientra, scopre che Jerry è diventato un boss della malavita; facendo credere di avere buone intenzioni e di ritornare sulla retta via, accetta di lavorare come gestore di una stazione di servizio.
Edward ed Ellen non sanno, però, che Jerry sta pianificando una rapina in un palazzo di fronte, dal valore di due milioni e mezzo di dollari, con l'aiuto della sua banda di malviventi. Quando l'evento si verifica, Jerry una volta scoperto da Edward cerca di riconsiderare le sue azioni tentando di fare ammenda per il crimine commesso. Decide di avvertire la polizia e riconsegnare la refurtiva, ma i componenti della banda si vendicano colpendolo a morte.

## Produzione
Inizialmente, il ruolo del protagonista doveva essere di Jeff Chandler, che rifiutò la parte e fu sospeso dalla casa di produzione. Nella parte di Florea da adolescente, inizialmente venne contattato un giovanissimo e sconosciuto Clint Eastwood, ma al suo primo provino, nel maggio del 1954, venne scartato dal regista. Il ruolo andò al debuttante Sal Mineo, che all'epoca aveva 15 anni. Mineo successivamente, grazie alla notorietà acquisita, venne preso per il ruolo del cadetto Dusik in La guerra privata del maggiore Benson, accanto a Charlton Heston.
Sammy Davis Jr. cantò la canzone omonima, composta da Jeff Chandler ed Henry Mancini, incisa nel dicembre 1954. Le musiche originali, invece, furono composte da Frank Skinner ed Hermann Stein, che non furono però accreditati nei titoli.
Il film venne girato in esterni a Boston, nei luoghi reali dove avvenne la rapina.

## Distribuzione
Il film ebbe la sua prima proiezione a Boston il 19 gennaio 1955 e, a New York, due giorni dopo. Incassò, nel primo anno di programmazione, 1.800.000 dollari. In Italia ottenne il visto di censura n. 18.667 del 17 marzo 1955 per una lunghezza della pellicola di 2.667 metri